# Zeus

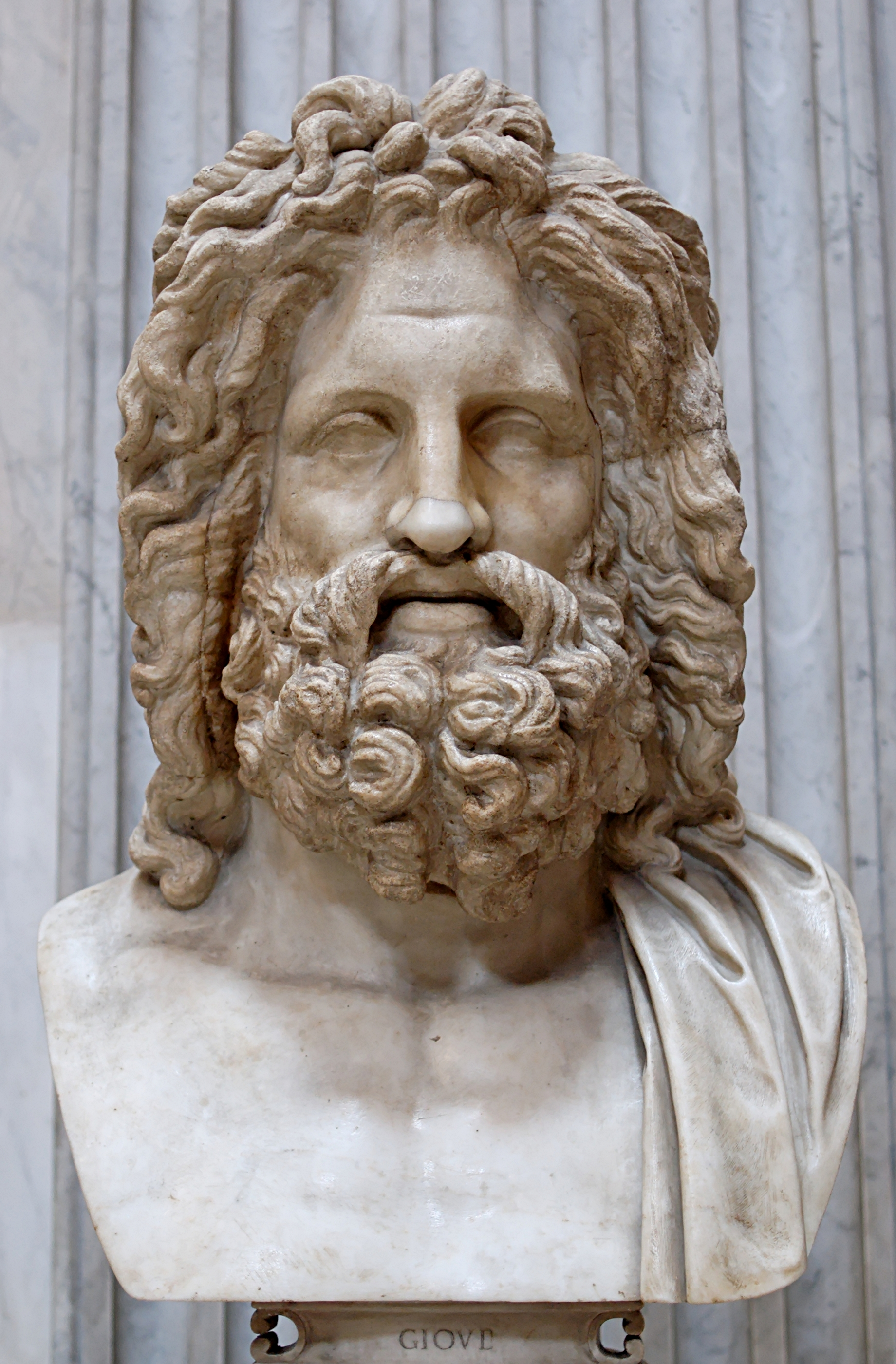
Büste des Zeus, gefunden in Otricoli
(Sala Rotonda, Museo Pío-Clementino, Vatikan)

Zeus (altgriechisch Ζεύς Zeús, klassische Aussprache ungefähr „zdeu̯s“; neugriechisch Ζεύς Zéfs bzw. Δίας Días; lateinisch Iuppiter) ist der oberste olympische Gott der griechischen Mythologie und mächtiger als alle anderen griechischen Götter zusammen. Über ihm stand nur das personifizierte Schicksal – seine Töchter, die Moiren. Auch er hatte sich ihnen zu fügen. Zeus entspricht in der römischen Mythologie dem Jupiter.

## Etymologie
Der Name entspringt derselben indogermanischen Wortwurzel *diu („hell“, „Tag“), die im lateinischen Iuppiter und dem vedisch-altindischen Dyaúh pitá „Himmel Vater“ enthalten ist. Sie zeigt sich deutlicher in flektierten Formen (Genitiv: Διός Diós; Dativ: Διί Dií; Akkusativ: Δία Día; aber Vokativ Ζεῦ Zeú) und ist Ausdruck eines gemeinsamen indogermanischen Gottesbildes und mit den jeweiligen Wörtern für „Gott“ verwandt; z. B. lateinisch deus (von indogermanisch *di̯ēus), germanisch *Tīwaz (älter Teiwaz, altnordisch Tȳr, althochdeutsch Zīu) und vedisch-altindisch devá.

## Mythos

### Geburt und Kindheit

Speisung des Knaben Zeus durch eine Nymphe

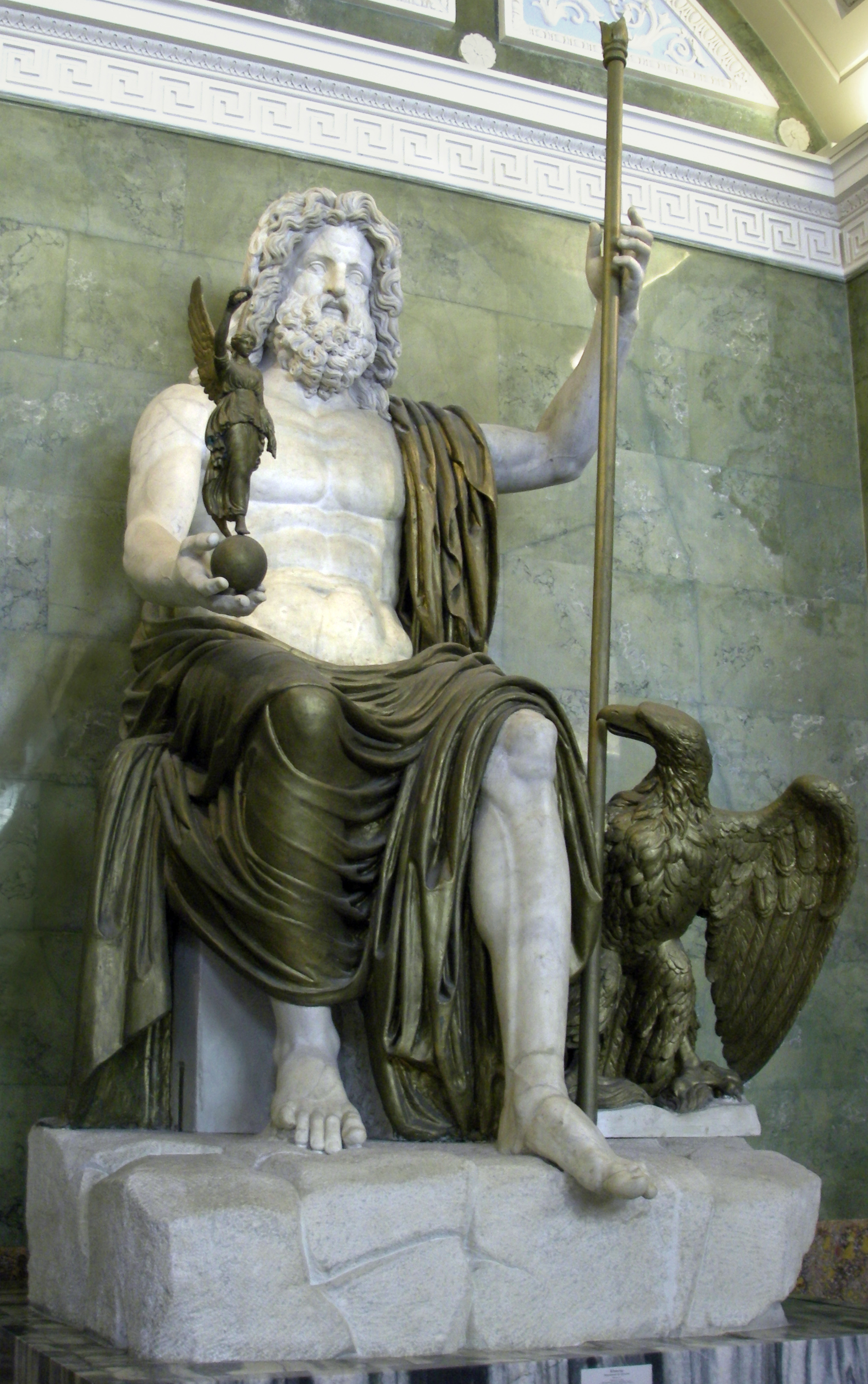
Statue des Zeus mit Nike, Eremitage Sankt Petersburg

Zeus ist ein Sohn des Titanenpaares Kronos und Rhea (daher auch der Beiname bzw. Patronym: Kronion – Κρονίων Kroníōn, Kronides – Κρονίδης Kronídēs) und Bruder von Hestia, Demeter, Hera, Hades und Poseidon. Nach Hesiod verschlingt Kronos alle seine Kinder gleich nach der Geburt, da er fürchtete, diese könnten ihn entmachten, so wie er selbst seinen Vater Uranos entmachtet hatte. Als Zeus geboren werden sollte, beschließt Rhea auf den Rat von Gaia und Uranos hin, ihn im Verborgenen auf die Welt zu bringen. Sie geht dazu in eine Höhle bei der Stadt Lyktos auf Kreta, woraufhin der neugeborene Zeus von Gaia versteckt wird. Kronos gibt sie anstatt Zeus einen in eine Windel gewickelten Stein, den er verschlingt. Nach anderen Überlieferungen liegt der Geburtsort des Zeus in einer Höhle des Berges Dikti oder des Ida, wo er von den Nymphen Adrasteia und Ide aufgezogen, von der Ziege Amaltheia versorgt und von den Kureten beschützt wird. Diese dämonischen Krieger übertönen durch Gebrüll und Waffenklirren das Geschrei des Säuglings, damit Kronos nicht auf ihn aufmerksam wird. Seinen Beinamen Idaios verdankt er dieser Variante des Mythos (Siehe auch Ammen des Zeus).
Er wächst nach Hesiod schnell heran und bringt mit List und unter Mithilfe Gaias den Kronos dazu, zuerst den Stein und dann alle seine verschluckten Kinder wieder auszuwürgen. In der Bibliotheke des Apollodor wendet Zeus sich an Metis, die Kronos eine Droge verabreicht, welche ihn zum Speien bringt.

### Kampf gegen die Titanen
Als Herrscher der Götterversammlung wird Zeus bereits bei Homer dargestellt, jedoch ohne einen erläuternden Mythos. Nach Hesiod müssen Zeus und seine Geschwister ihren Vater Kronos sowie die riesigen Titanen bekämpfen, um die Herrschaft über die Welt zu erringen. Sie kämpfen vom Olymp aus gegen die Titanen, die sich auf dem Othrys verschanzt haben. Als der Kampf nach zehn Jahren noch nicht entschieden ist, rät Gaia ihm, die im Tartaros gefangen gehaltenen Geschwister der Titanen, die Kyklopen und Hekatoncheiren, zu befreien. Von den Kyklopen erhält er Blitz, Zündkeil und Donner als Waffen, die Hekatoncheiren stehen ihm kämpfend zur Seite. Die Titanen werden von den Göttern besiegt und in den Tartaros verbannt, die Hekatoncheiren werden zu deren Wächtern. Den Göttern wird von Gaia geraten, Zeus zu ihrem Herrscher zu machen. Dieser teilt die Welt in drei Reiche ein: Zeus selbst beherrscht den Himmel, Poseidon das Meer und Hades die Unterwelt.
In der Bibliotheke muss Zeus zuerst die Kampe erschlagen, um die Kyklopen und Hekatoncheiren zu befreien. Zudem erhalten auch Hades und Poseidon Waffen von den Kyklopen, die sich auch aktiv am Kampf beteiligen.
Über das Schicksal von Kronos gibt es viele verschiedene Versionen. Homer und andere Texte berichten davon, dass er mit den anderen Titanen im Tartaros gefangen wird. Orpheus beschreibt in seinen Geschichten, dass Kronos bis zur Unendlichkeit in der Höhle von Nyx gefangen gehalten wird. Pindar berichtet von der Entlassung Kronos’ aus dem Tartaros und dass Zeus ihn zum Herrscher des Elysion machte.

### Kampf gegen die Giganten
Die Herrschaft der olympischen Götter unter Zeus wurde durch einen Angriff der Giganten bedroht. In der Gigantomachie aber besiegten die Götter die Giganten.
Der Schild des Zeus heißt Aigis oder Ägis (griech. Ziegenfell). Dieser wurde von Hephaistos geschmiedet und wird meist als schuppen- und schlangenbewehrter Halskragen dargestellt. Die Aigis ist Sinnbild der schirmenden Obhut (Ägide) der Götter.

### Kinder des Zeus

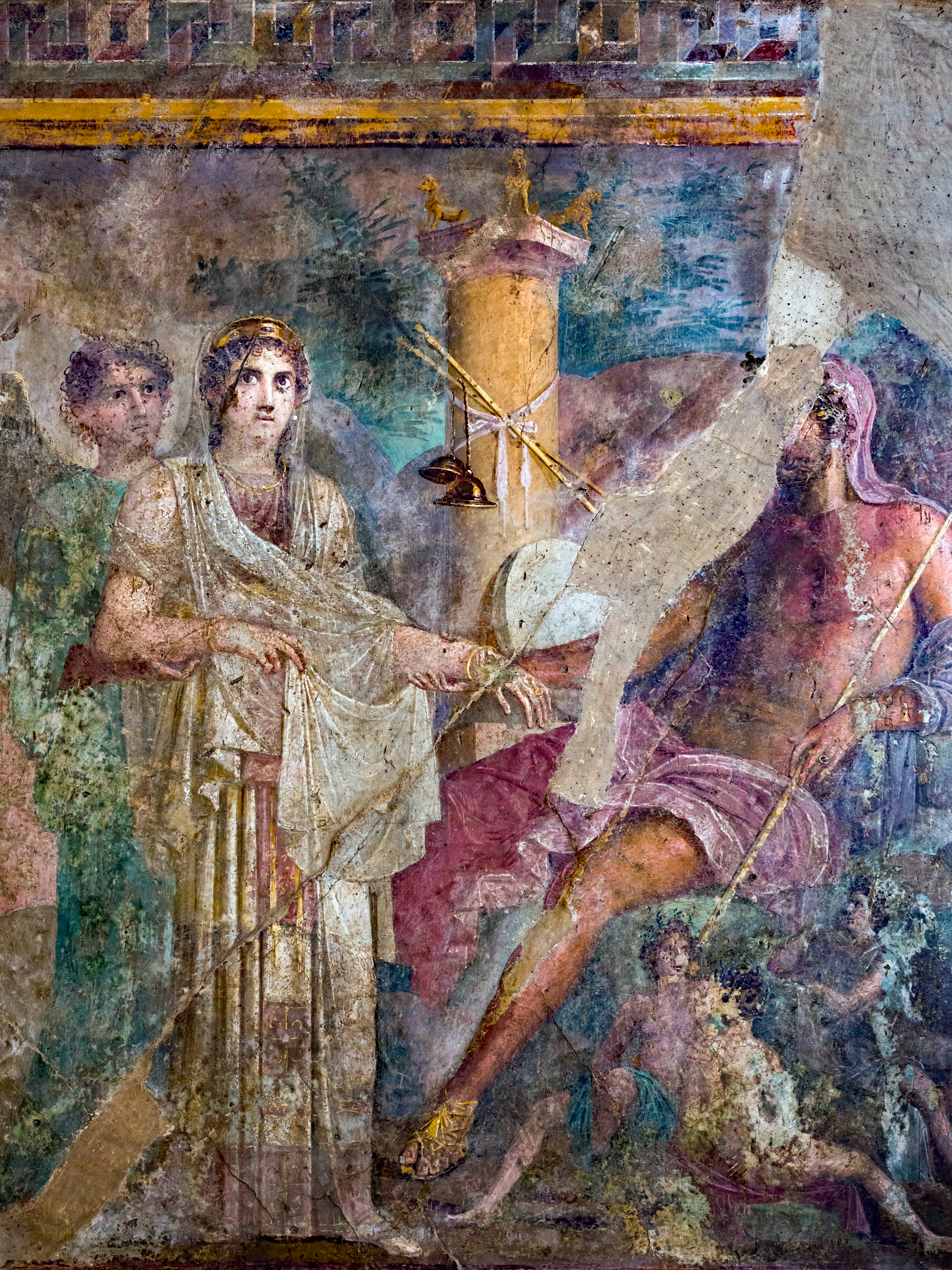
Hochzeit von Zeus und Hera auf einem antiken Fresko aus Pompeji.

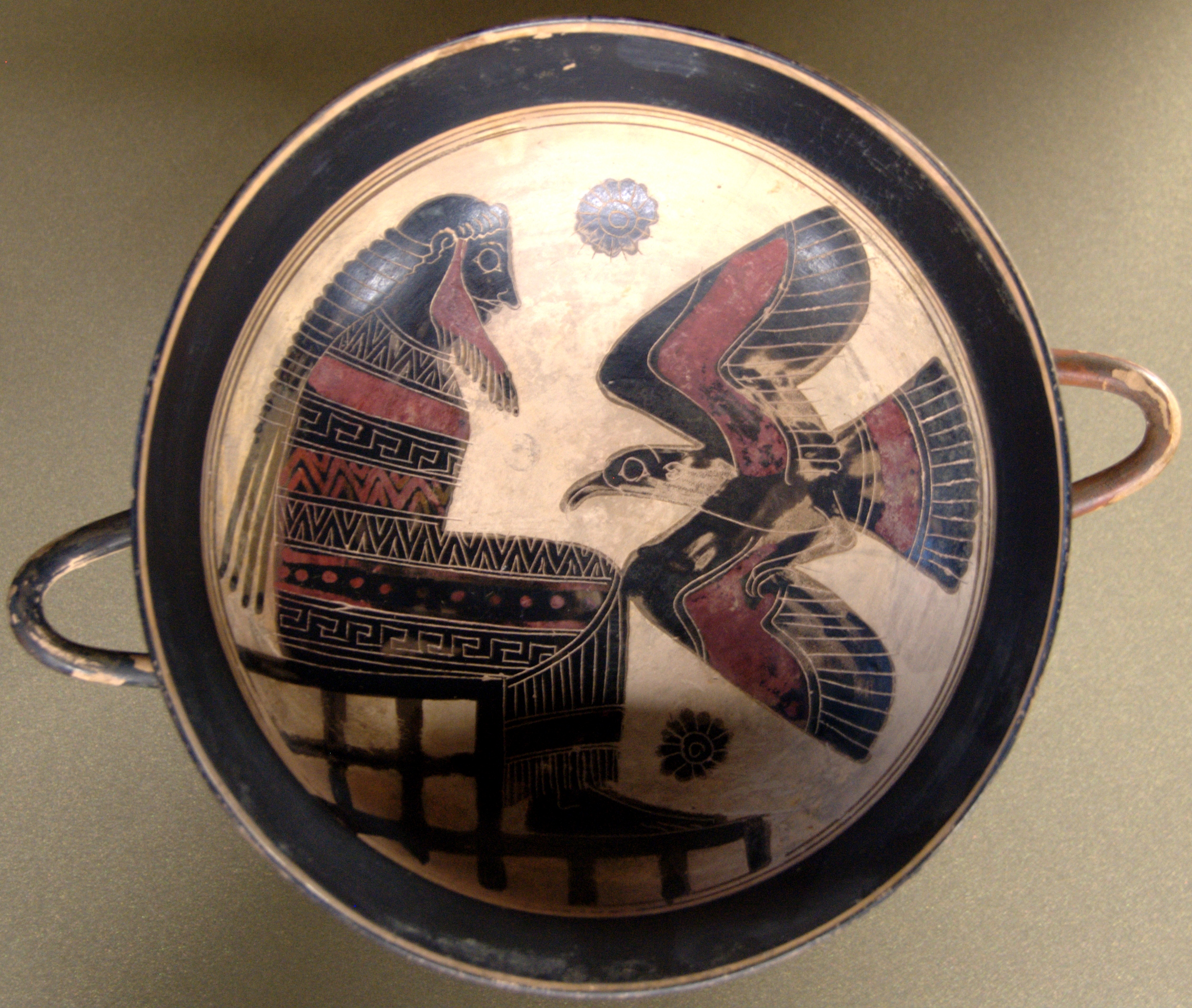
Zeus und Adler (Naukratis-Maler, etwa 560 v. Chr.), Louvre, Paris

Verheiratet war Zeus mit seiner Schwester Hera, mit der er vier Kinder hatte, Ares, Hebe, Eileithya und Hephaistos. Aber er hatte auch viele Liebschaften, unter anderem mit der Göttin Leto, einer Tochter des Titanen Koios, die ihm Apollon, den Gott des Lichts und der Musik, und Artemis, heilbringende Göttin der Natur und der Jagd, gebar, oder Leda, von der er die Dioskuren Kastor (Castor) und Polydeukes (Pollux) bekam. Daneben war er auch Vater vieler Nymphen, Halbgöttinnen und Sterblicher. Diese Liebschaften waren nie von Dauer, vor allem wegen Heras maßloser Eifersucht. Um die Kinder, die aus diesen Seitensprüngen entstanden waren (unter anderem Herakles und die schöne Helena), kümmerte er sich aber. Die einzige Liebschaft von Dauer war wahrscheinlich die zum Königssohn Ganymed. Dieser war so schön, dass Zeus ihn in Gestalt eines Adlers auf den Olymp entführte. Dort diente er ihm als Mundschenk. Auch die Göttin Aphrodite soll nach Homer eine Tochter von Zeus und der Dione gewesen sein. Geläufiger ist jedoch die Version des Hesiod, nach der sie aus dem Schaum (daher ihr Name, von griech.: aphros=Schaum) entstand, der sich um die abgeschnittenen Genitalien des Uranos im Meer vor Kythera gebildet hatte. Seine Lieblingstochter Athene, die Göttin der Weisheit, entsprang seinem Kopf, nachdem er von Hephaistos geöffnet worden war. Auch andere Götter stammen von ihm ab, wie Dionysos, der Gott des Weines (siehe Schenkelgeburt), die Göttin Iris, die als Botschafterin die Kommunikation zwischen Menschen und Göttern sicherstellte, oder Hermes, der Götterbote und Schutzgott der Kaufleute und der Diebe.
Um Frauen zu verführen, nahm Zeus oft eine andere Gestalt an:
| Partnerin         | Zeus als       | Kinder |
| ----------------- | -------------- | --- |
| Themis            |                | die Moiren: Klotho, Lachesis, Atropos und die Horen: Eunomia, Dike, Eirene bzw. in anderer Tradition Auxo, Thallo, Karpo |
| Hera              | Kuckuck        | Hebe, Ilithyia, Arge. Gemäß Homer auch Hephaistos, gemäß Hesiod auch Ares                                                |
| Aigina            | Feuer          | Aiakos |
| Alkmene           | Amphitryon     | Herakles |
| Ananke            |                | Adrasteia, nach anderer Tradition auch die Moiren                                                                        |
| Antiope           | Satyr          | die Zwillinge Amphion und Zethos                                                                                         |
| Asteria           | Adler          | |
| Danaë             | goldener Regen | Perseus |
| Demeter           |                | Persephone |
| Dione             |                | Aphrodite |
| Elektra           |                | Iasion, Dardanos, Harmonia                                                                                               |
| Elara             |                | Tityos |
| Europa            | Stier          | Minos, Sarpedon, Rhadamanthys                                                                                            |
| Eurymedusa        | Ameise         | Myrmidon |
| Eurynome          |                | Die Chariten: Aglaia, Euphrosyne, Thalia und Asopos                                                                      |
| Garamantis        |                | Jarbas |
| Hora              |                | Kolaxes |
| Hybris            |                | Pan |
| Io                | Nebel / Wolke  | Epaphos |
| Kallisto          | Artemis        | Arkas |
| Kalyke            |                | Endymion |
| Karme             |                | Britomartis |
| Lamia             |                | |
| Leto              |                | Artemis, Apollon |
| Leda              | Schwan         | die Dioskuren Kastor (Castor) und Polydeukes (Pollux)                                                                    |
| Leda oder Nemesis | Schwan         | Helena |
| Maia              |                | Hermes |
| Metis             |                | Athene |
| Mnemosyne         | Hirte          | die Musen: Melete, Mneme, Aoide, Klio, Melpomene, Terpsichore, Thalia, Euterpe, Erato, Urania, Polyhymnia, Kalliope      |
| Niobe             |                | Argos |
| eine Nymphe       |                | Megaros |
| Persephone        | Schlange       | Zagreus |
| Pluto             |                | Tantalos |
| Protogeneia       |                | Aethlios |
| Semele            | Sterblicher    | Dionysos |
| Taygete           |                | Lakedaimon |
| Thalia            |                | die Palikoi |

## Kult

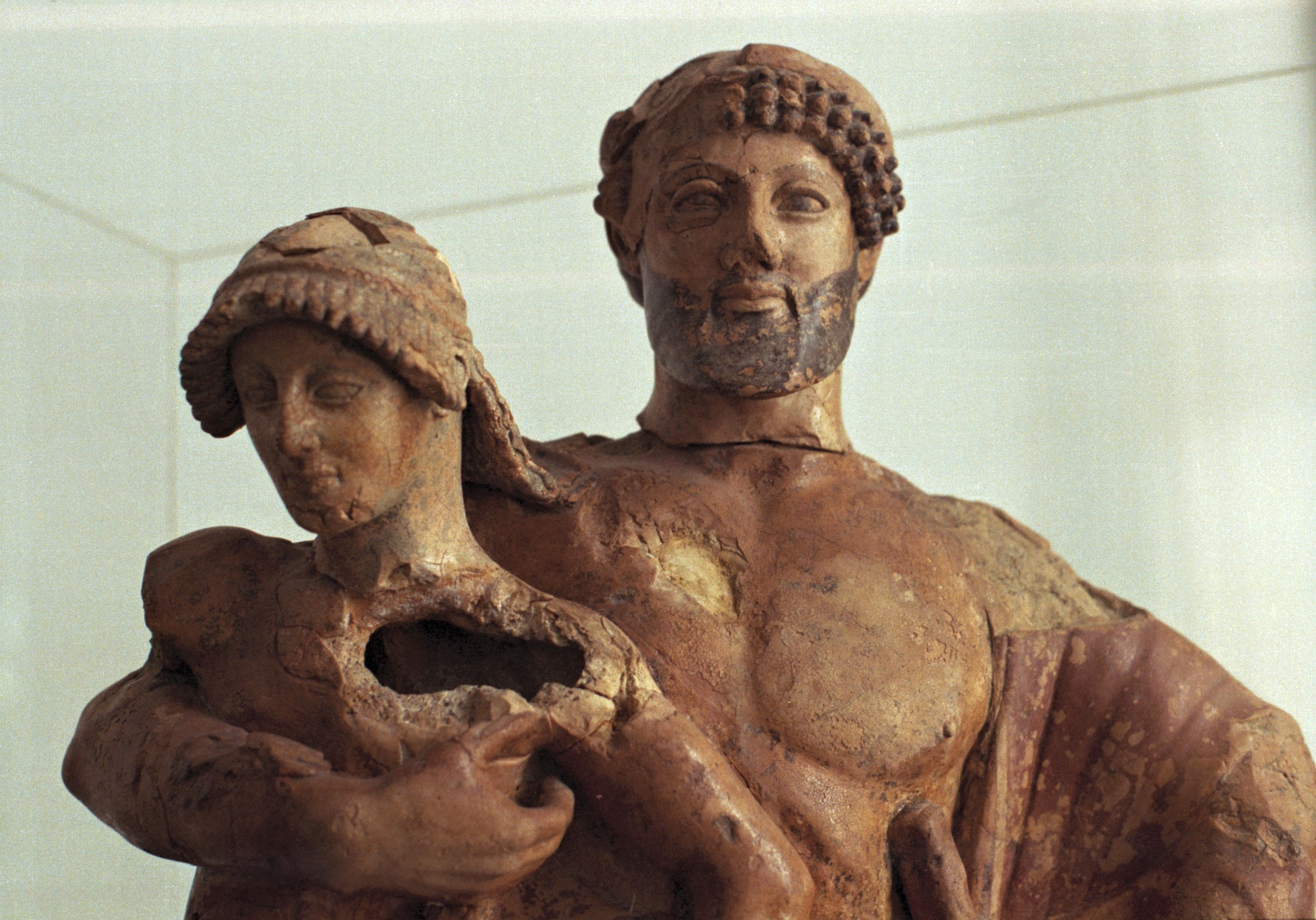
Gruppe des Zeus mit Ganymed (480–470 v. Chr.)

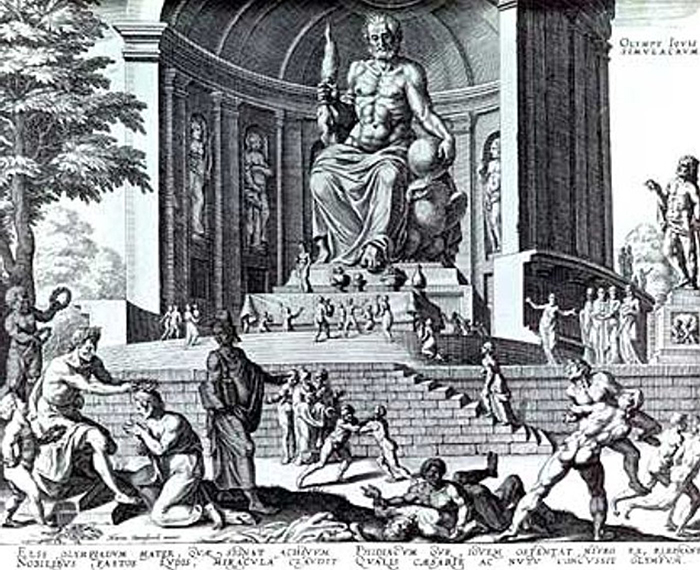
Zeus-Statue des Phidias (435 v. Chr.)

Das älteste und erste in der Antike berühmte Zeus-Orakel befand sich im Eichenhain von Dodona (die Eiche ist ebenfalls der heilige Baum des Zeus). Auch in Olympia gab es ein Zeus-Orakel; hier wurde der Zeus Olympios verehrt. Auf Kreta nahmen Kulte Bezug auf seine Geburt und Kindheit mit Höhlen- und Geburtskulten. Siehe auch Höhle von Psychro, Idäische Grotte.
Verehrt wurde Zeus als Allgott, als denkendes Feuer, das alles durchdringt, als Vater der Götter und Menschen, als Gott des Wetters, als Schicksalsgott usw. Die Theophanie des Zeus ist stets der Blitz, etwa bei Homer.
Da Zeus als Götterherrscher galt, war sein Kult oft mit Monarchen verbunden. So ist bezeichnend, dass der große Zeustempel in Athen, das Olympieion, während der Tyrannis des Peisistratos begonnen, durch König Antiochos IV. fortgeführt und erst unter Kaiser Hadrian vollendet wurde, während man die Bauarbeiten zur Zeit der attischen Demokratie ruhen ließ.
Die Zeusverehrung erlosch erst am Ende der Spätantike um das Jahr 600 n. Chr.

### Beinamen
Je nach Art der Verehrung erhielt Zeus verschiedene Beinamen, etwa:
- μειλίχιος meilíchios, deutsch ‚der Sanfte‘, diesem durch Sühne gütig gestimmten Gott zu Ehren feierte man in Athen das Fest Diasia.
- ξένιος xénios, deutsch ‚der Gastliche‘ als Schützer des Gastrechts
- ἑταιρεῖος hetaireíos, deutsch ‚der Freundschaft Beschützende‘ als Urheber von Freundschaft und Genossenschaft
- Στράτιος Stratios, deutsch ‚das Heer beschützenden Zeus‘, in ganz Kleinasien verbreiter Kult
- λαφύστιος laphýstios
- ζύγιος zýgios, als Gott und Schützer der Hochzeitsnacht
- πατρόος patróos, als Schützer der Stadt

## Zeus in der griechisch-römischen Philosophie
Zeus spielt auch eine wichtige Rolle in der Philosophie der Antike. Die Orphiker sahen Zeus als den Weltgrund an, der Platoniker Xenokrates identifizierte Zeus mit dem kosmischen Nous, in der Philosophie der Stoa wurde Zeus als die Urkraft oder kosmische Vernunft aufgefasst.

## Zeus in den bildenden Künsten

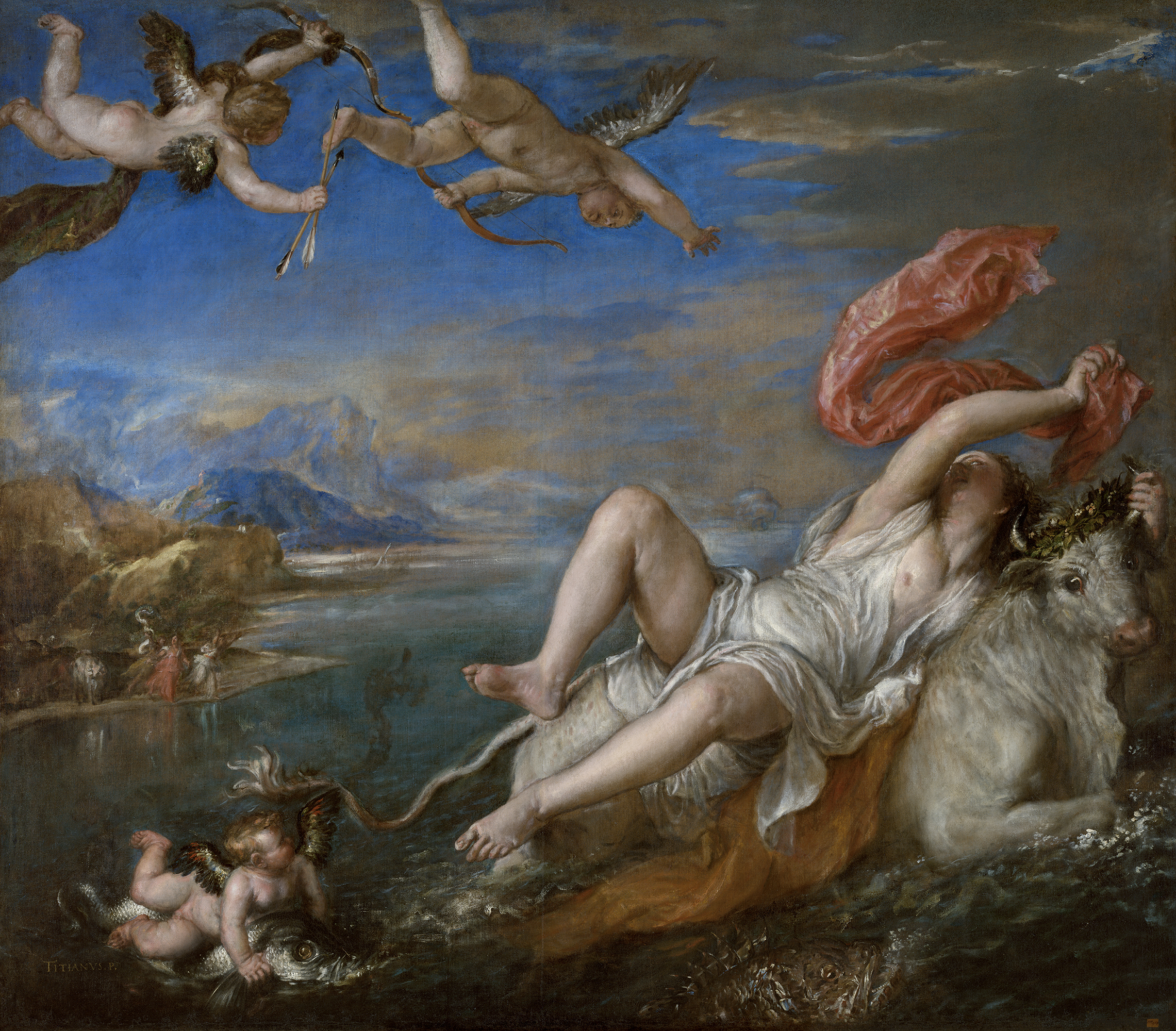
Tizian: Der Raub der Europa, Öl auf Leinwand

Die wohl bekannteste Darstellung des Zeus ist die heute nicht mehr erhaltene Kolossalstatue des Phidias in Olympia. Weiterhin gibt es zahlreiche Darstellungen von Zeus als Krieger mit dem Attribut des Blitzbündels oder des Zepters, thronend als Göttervater.
Oft wurden auch die zahlreichen Mädchen- und Frauenraube des Zeus dargestellt, wie zum Beispiel der Raub der Europa und ähnliche, aber auch der des Knaben Ganymed. Seine Attribute sind Zepter, Adler, Blitzbündel, Helm, bisweilen auch der Eichenkranz, seine Begleiterin manchmal die Siegesgöttin Nike.